# إدوارد سنودن
إدوارد جوزيف سنودن (ولد في 21 يونيو 1983) أمريكي ومتعاقد تقني وعميل موظف لدى وكالة المخابرات المركزية، عمل كمتعاقد مع وكالة الأمن القومي قبل أن يسرب تفاصيل برنامج التجسس بريسم إلى الصحافة. في يونيو 2013 سرب سنودن مواد مصنفة على أنها سرية للغاية من وكالة الأمن القومي، منها برنامج بريسم إلى صحيفة الغارديان وصحيفة الواشنطن بوست.
في 21 يونيو 2013 وجه له القضاء الأمريكي رسميا تهمة التجسس وسرقة ممتلكات حكومية ونقل معلومات تتعلق بالدفاع الوطني دون إذن والنقل المتعمد لمعلومات مخابرات سرية لشخص غير مسموح له بالاطلاع عليها.
في 23 يونيو 2013، قالت حكومة هونغ كونغ أن سنودن غادر «دون إكراه لبلد ثالث ملتزمًا بالطرق الشرعية والطبيعية»، وذلك بعد يوم واحد من تقديم الولايات المتحدة طلب إلى حكومة هونغ كونغ لتسليمه بسرعة. في حديث لصحيفة الجارديان البريطانية قال سنودن إنه اختار هونغ كونغ وجهة أولى لأنها توفر «إطارًا ملائمًا ثقافيًا وقانونيًا للسماح لي بالعمل دون الخضوع لاعتقال فوري». وأعلنت أمريكا أنها ألغت جواز سفر سنودن. أكد سنودن أنه سلم كل الوثائق التي كانت بحوزته إلى صحفيين عندما كان في هونغ كونغ، قبل أن يتوجه إلى روسيا. وأنه تمكن من حماية الوثائق من المخابرات الصينية بفضل خبرة اكتسبها عنهم أثناء عمله في وكالة الأمن القومي. وفي سنة 2013 حصل سنودن على جائزة سام آدامز. ورُشح لنيل جائزة نوبل للسلام.
يعتبر سنودن هارباً من العدالة أمام السلطات الأمريكية التي تتهمه بالتجسس وسرقة ممتلكات حكومية. في بداية عام 2014، دعت عدة كيانات إعلامية وسياسيين إلى التسامح مع سنودن في صورة عفو عام، في حين دعى آخرون إلى سجنه أو قتله. يعيش سنودن في مكان غير معلوم بروسيا، وطبقاً للسياسي الألماني هانز كريستيان شتروبله، ما زال يحاول الحصول على لجوء سياسي دائم ’في دولة «ديموقراطية»’ مثل ألمانيا أو فرنسا.

## نشاته
ولد سنودن في 21 يونيو/حزيران 1983 وترعرع في منطقة «إليزابيث سيتي» التابعة لولاية كارولاينا الشمالية، وانتقل مع عائلته في وقت لاحق إلى منطقة ماريلاند قرب المقر الرئيسي لوكالة الاستخبارات المركزية (سي آي أي)، ويقول إنه لم يشعر خلال نشأته بأن «الحكومة الأميركية يمكنها أن تشكل تهديداً لقيمه السياسية». وأقر المحلل السابق للمعلومات لدى «سي آي أي» ومسؤول النظم بمنشأة تتبع وكالة الأمن القومي الأميركية، بأنه لم يكن من الطلبة المتميزين خلال مرحلته الدراسية، ولكي يحصل على علامات تؤهله للحصول على شهادة الثانوية العامة قام بالالتحاق بكلية مجتمع في منطقة ماريلاند ليدرس علم الكمبيوتر، لكنه تركها وحصل على شهادته في وقت لاحق.
التحق سنودن بالجيش الأميركي عام 2003 وخاض برنامجا تدريبيا للالتحاق بالقوات الخاصة، وقال إنه كان ينوي المشاركة في القتال بالعراق، «لأنني شعرت بمسؤوليتي الإنسانية التي حتمت علي مساعدة تحرير الناس من العيش تحت الاضطهاد». وأضاف أن «معظم المدربين في البرنامج كانوا متحمسين لقتل العرب وليس لتحرير أي منهم»، لكن تم تسريحه من البرنامج عندما كُسرت كلتا رجليه خلال التدريب.

## عمله مع وكالة الأمن القومي
حصل سنودن على أول وظيفة له في مكتب وكالة الأمن القومي، وعمل في البداية حارس أمن لإحدى المنشآت التابعة للوكالة في جامعة ماريلاند، ومن هذه الوظيفة انتقل للعمل في وكالة الاستخبارات المركزية في قسم الأمن الإلكتروني، وبمعرفته الموسعة بالإنترنت وببرمجة الكمبيوتر تمكن من التقدم بسرعة في وظيفته بالنسبة لشخص لم يحصل على شهادة ثانوية.
وانتقل سنودن بعدها للعمل مع بعثة دبلوماسية في مدينة جنيف السويسرية، حيث تولى مسؤولية الحفاظ على أمن شبكة الكمبيوتر، مما أتاح له الوصول إلى مجموعة كبيرة من الوثائق السرية.
ومع الكم الهائل من المعلومات التي وصل إليها، واختلاطه بعملاء وكالة الاستخبارات، بدأ سنودن بالتفكير بعد ثلاثة أعوام بمدى صحة ما يقوم به وما رآه، وفكر في الكشف عن أسرار الحكومة حينها.
لكنه توقف لأمرين، أولهما أنه لم يرد أن يكشف معلومات عن أشخاص ممن كانت الاستخبارات تراقبهم، ولم يرد أن يورطهم بالموضوع، والثاني بأن فوز أوباما بالرئاسة الأميركية عام 2008 منحه الأمل في تحقيق إصلاحات في المستقبل.
غادر سنودن وكالة الاستخبارات عام 2009، ليعمل مع متعاقد من القطاع الخاص للتعاون مع وكالة الأمن القومي في قاعدة عسكرية باليابان، وفي الوقت الذي رأى فيه عدم وجود «تغييرات» في حكومة أوباما، قرر بأنه «لا فائدة من الانتظار ليقوم الغير بدور القيادة»، وخلال الأعوام الثلاثة التي تلتها أدرك سنودن بأنها كانت مسألة وقت قبل أن يعمد إلى كشف كل شيء.

## برنامج التجسس بريسم
في مايو/أيار 2013 تقدم سنودن بإجازة من عمله زاعما حاجته لعلاج من مرض الصرع، وفي العشرين من الشهر نفسه هرب سنودن الذي يواجه اتهامات بالتجسس في بلاده من الولايات المتحدة إلى هونغ كونغ بعدما سرب تفاصيل برامج المراقبة السرية لصحيفتي الغارديان البريطانية وواشنطن بوست الأميركية، ثم سافر بعدها إلى موسكو. أشار الشاب إلى أنه كان يعمل براتب جيد يصل إلى مائتي ألف دولار سنوياً، وكان لديه منزله الخاص في جزيرة هاواي الأميركية، ولكنه «مستعد للتضحية بكل ما أملك لأن هذا التجسس يشكل تهديداً حقيقياً للديمقراطية التي ننادي بها ببلادنا». وعند سؤاله عما إذا كان خائفاً، قال «أنا لا أخاف من شيء لأن هذا كان قراري»، ولكنه يخاف «أن تتعرض عائلتي للأذى».

## الهروب من الولايات المتحدة
غادر سنودن هاواي إلى هونغ كونغ في 20 مايو 2013 وسافر منها إلى موسكو يوم الأحد في 23 يونيو 2013 على إثر قيام سلطات هونغ كونغ بدراسة طلب تسليمه إلى أمريكا.
وترك خلفه صديقته التي تبلغ من العمر 28 سنة.

### في روسيا

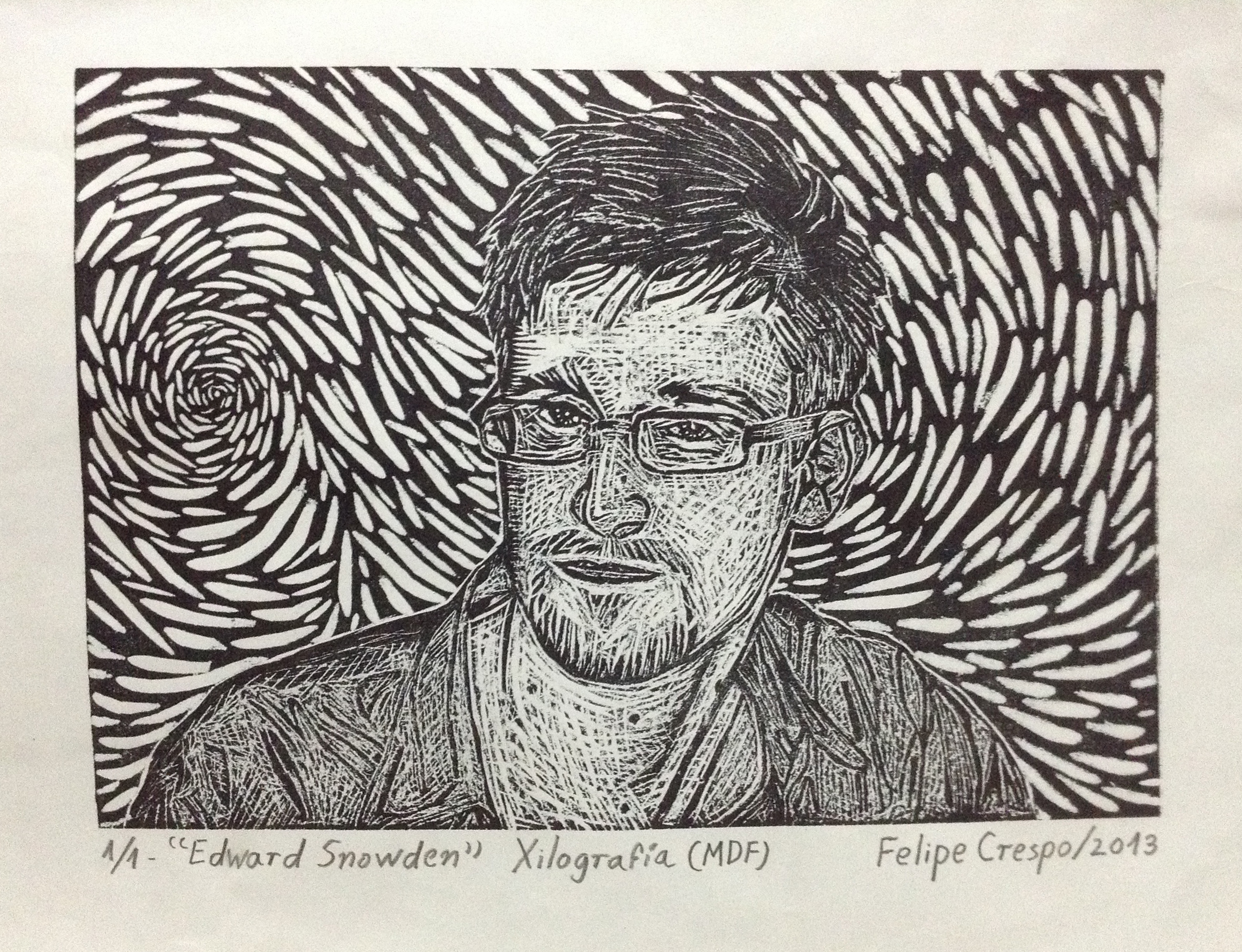
تحرير إدوارد سنودن.

وصل سنودن إلى روسيا في 23 من يونيو وهبط في مطار شيريمتيفو الدولي. أعلن وزير الخارجية الإكوادوري ريكاردو باتينو أن سنودن قدم طلبًا للجوء إلى بلاده. في 24 يونيو 2013 طلبت أمريكا من روسيا تسليم سنودن، وقالت الأخيرة أن روسيا مجرد محطة توقف وسيتابع منها إلى كوبا فالألكوادور التي منحته حق اللجوء السياسي على أراضيها.

#### حادثة طائرة الرئيس البوليفي
كان الرئيس البوليفي إيفو مورالس يحضر مؤتمرًا للدول المصدرة للغاز في روسيا، وهناك بدى ميالًا إلى منح سنودن اللجوء في بلاده. في 1 يوليو، رفضت أربع دول أوروبية استخدام طائرة الرئيس البوليفي لمجالها الجوي، هذه الدول هي فرنسا وإسبانيا والبرتغال وإيطاليا. هبطت الطائرة في النمسا، وترددت تقارير تفيد بأن الطائرة فُتشت في مطار فيينا الدولي، وعقد الرئيس النمساوي هاينز فيشر لقاءً دام 20 دقيقة مع نظيره البوليفي في مطار فيينا، وقال وزير الخارجية النمساوي أن سنودن لم يكن على متن الطائرة. وزير الخارجية البوليفي صرح بأن الدول التي رفضت عبور الطائرة عللت رفضها بمشاكل تقنية، وأضاف إنه بعد الحصول على إيضاحات من بعض السلطات، «وجدنا أنه كانت هناك على ما يبدو شكوك لا أساس لها بأن السيد سنودن في الطائرة.. لا نعرف من افترى هذا الكذب».

#### طلبات اللجوء وجدل الترحيل
في 1 يوليو، 2013، أعلن ويكيليكس أن سنودن قدم طلبات لجوء لعشرين بلدًا. الطلب الذي قدمه سنودن إلى بولندا جاء غير مستوفيًا للشروط بحسب وزير الخارجية البولندي رادوسلاف سيكورسكي، الذي قال أنه حتى لو كان الطلب مستوفيًا للشروط فإنه لن يصدر فيه توصية إيجابية. وجه سنودن طلبًا للجوء إلى روسيا، لكن بعد أن علم بتصريح الرئيس الروسي فلاديمير بوتين الذي قال أن عليه (سنودن) أن «يتوقف عن أنشطته التي تضر بمصالح الشركاء الأمريكيين»، سحب سنودن طلبه.
قال فلاديمير بوتين إن روسيا لا تسلم المواطنين الأجانب إلا إلى الدول التي تربطها بها اتفاقيات ترحيل، وأن هذه ليست الحالة مع الولايات المتحدة، وعلق على الاتهامات الأمريكية حول مساعدة روسيا لسنودن على الفرار بأنها «سخيفة ومجرد هراء». وذكر أيضًا أن سنودن رجل حر يمكنه شراء تذكرة سفر والتوجه إلى أي مكان يريده. ردًا على ذلك، قالت المتحدثة باسم مجلس الأمن القومي الأمريكي «بالفعل لا توجد اتفاقيات تبادل للمطلوبين مع روسيا، لكن بالإمكان تسليمه بناء على معطيات قانونية كوثيقة سفره الأميركية الملغاة والتهم الموجهة إليه في بلده». وبعث وزير العدل الأمريكي رسالة إلى نظيره الروسي أكد فيها أن سنودن لن يتعرض للتعذيب أو يحكم عليه بالإعدام في الولايات المتحدة، تضمنت الرسالة أيضًا الإشارة إلى أن سنودن سيحاكم أمام محكمة مدنية، وقال أن هذه الضمانات تزيل الأسباب التي تدفع سنودن إلى طلب اللجوء.

#### طلب اللجوء لروسيا
في 17 يوليو، قدم سنودن طلبًا للجوء المؤقت في روسيا. وأعلن والده أن مكتب التحقيقات الفيدرالي طلب منه السفر إلى موسكو لزيارة ابنه، وقال إنه يعتقد أن ابنه لن يحصل على محاكمة نزيهة في الولايات المتحدة، وأنه لو كان مكانه، فسيبقى في روسيا. ووصفه والده بأنه مواطن مخلص جعل أمريكا أكثر ديمقراطية. في 1 أغسطس، مُنح سنودن لجوءًا سياسيًا مؤقتًا لمدة عام في روسيا، وغادر مطار شيريمتيفو الدولي الذي كان عالقًا فيه. شكر سنودن روسيا قائلًا «أشكر روسيا الاتحادية على منحي اللجوء طبقًا لقوانينها وللالتزامات الدولية».
بعد ساعات من منحه حق اللجوء، حصل سنودن على عرض عمل من موقع فكونتاكتي، الشبكة الاجتماعية الروسية. وشكلت السلطة التشريعية الروسية لجنة لبحث التسريب المحتمل لمعلومات مواطنين روس لصالح الاستخبارات الأمريكية، وقال أحد أعضاء هذه اللجنة أنه يفكر في التشاور مع سنودن للحصول على معلومات تساعد في حماية معلومات مواطني روسيا. وأعلن البيت الأبيض عن إلغاءه لقاءً بين باراك أوباما وفلاديمير بوتين كان من المقرر عقده على خلفية قمة مجموعة العشرين في سانت بطرسبرج.
في ديسمبر 2013 وافق سنودن على اللجوء إلى البرازيل، وقال أنه لن يقدم أي معلومات مقابل اللجوء. وفي مقابلة مع مراسل صحيفة واشنطن بوست في روسيا، قال سنودن إن الذين اتهموه بالخيانة لا يفهمون الغايات والدوافع التي وقفت خلف تنفيذه للعملية. وقال أنه فعل ما فعل من أجل تطوير وكالة الأمن القومي الأمريكية، وأنه ما زال يعمل حتى الآن لأجلها ولصالحها.
في 31 يوليو 2014 قدم سنودن طلبًا للجوء السياسي الدائم في روسيا إذ تنتهي فترة لجوئه المؤقت في 1 أغسطس.

## صراع دولي
لم تقتصر تداعيات الوثائق التي سربها سنودن على علاقات الولايات المتحدة مع حلفائها وخصومها الخارجيين، بل أثارت عاصفة من ردود الفعل الداخلية، واستغل نواب جمهوريون في واشنطن قصة سنودن لتصوير أوباما على أنه زعيم غير كفء على صعيد السياسة الخارجية. وقال جمهوريون ينتقدون الرئيس إن الضجة بشأن سنودن علامة على ضعف أوباما والمكانة الدولية المتراجعة، وأن روسيا تستغل الولايات المتحدة.

## وصلات خارجية
- إدوارد سنودن على موقع IMDb (الإنجليزية)
- إدوارد سنودن على موقع ميتاكريتيك (الإنجليزية)
- إدوارد سنودن على موقع الموسوعة البريطانية (الإنجليزية)
- إدوارد سنودن على موقع روتن توميتوز (الإنجليزية)
- إدوارد سنودن على موقع مونزينجر (الألمانية)
- إدوارد سنودن على موقع قاعدة بيانات الأفلام العربية
- إدوارد سنودن على موقع ألو سيني (الفرنسية)
- إدوارد سنودن على موقع ميوزك برينز (الإنجليزية)
- إدوارد سنودن على موقع تيرنر كلاسيك موفيز (الإنجليزية)
- إدوارد سنودن على موقع أول موفي (الإنجليزية)
- لقاء إدوارد سنودن مفجر فضيحة التجسس الأمريكية - مترجم على يوتيوب